# Wendelin Werner
Wendelin Werner (n. 23 septembrie 1968, Köln, RFG) este un matematician francez de origine germană specializat în teoria probabilităților și fizică matematică, laureat cu Medalia Fields în anul 2006.

## Biografie
S-a născut în 1968 în Köln. Tatăl său este istoricul Michael Werner. Părinții său s-au mutat în Franța când avea un an. A dobândit cetățenia franceză la vârsta de nouă ani. În anul 1981 a participat la filmul La Passante du Sans-Souci de Jacques Rouffio, cu Romy Schneider și Michel Piccoli. În anul 1987 a fost admis la Școala Normală Superioară din Paris. S-a specializat în teorie probabilităților sub conducerea lui Jean-François Le Gall. În 1993 și-a susținut teza despre proprietățile mișcării browniene bidimensionale și a devenit cercător la Centrul Național Francez de Cercetări Științifice (CNRS). În paralel, a fost cercător postdoctorat la Universitatea din Cambridge.
A fost numit profesor universitar la Universitatea din Paris-Sud (Orsay) în 1997, și în plus profesor de matematică la Școala Normală Superioară în 2005. În 2008 a fost ales ca membru Academiei Franceze de Științe. În 2013 a devenit profesor universitar la Institutul Federal de Tehnologie din Zurich, poziție pe care o ocupă în prezent.

## Lucrări
A lucrat în domeniul proceselor aleatoare, cum ar fi mersul aleatoriu. În 2006 a devenit primul probabilist care a primit cea mai înaltă distincție în matematică, Medalia Fields, pentru „contribuțiile sale la dezvoltarea evoluții stocastice Loewner, geometria mișcării browniene bidimensionale și teoria conformă a câmpurilor”.

## Legături externe
- Charles M. Newman (2006). „The work of Wendelin Werner” (PDF). Proceedings of the International Congress of Mathematicians (în engleză). I: 1988–1995. Arhivat din original (PDF) la 4 martie 2016. Accesat în 1 decembrie 2015.